# Grønlands Grønne Bog
Grønlands Grønne Bog er et dansksproget biografisk leksikon, som blev udgivet fem gange af den grønlandske regering mellem 1988 og 2001.
Ideen om at skabe en grønlandsk version af Kraks Blå Bog, eller en grønlandsk hof- og statskalender, blev første gang fremsat i 1977, men den første udgave blev først udgivet i 1988 under redaktion af Torben Lodberg (1929-2014), en dansk journalist, der arbejdede i Grønland. Denne første udgave indeholdt næsten 300 biografier af nulevende "personer med tilknytning til det grønlandske samfund […], som er alment kendte." Anden udgave skulle ifølge forordet udkomme i 1990, men udkom først i 1993 og indeholdt denne gang næsten 400 biografier over "nulevende mennesker i Grønland med tilknytning til det politiske liv, organisationer, foreninger, erhvervsliv [og] [d]esuden […] en række personer, der på anden måde har tilknytning til landet." Yderligere udgaver udkom i 1996 med næsten 400 biografier og i 1998 med 430. Efter Torben Lodbergs pensionering i 2000 udkom bogen for sidste gang året efter og indeholdt denne gang 470 biografier.